# Distrikt Vischongo

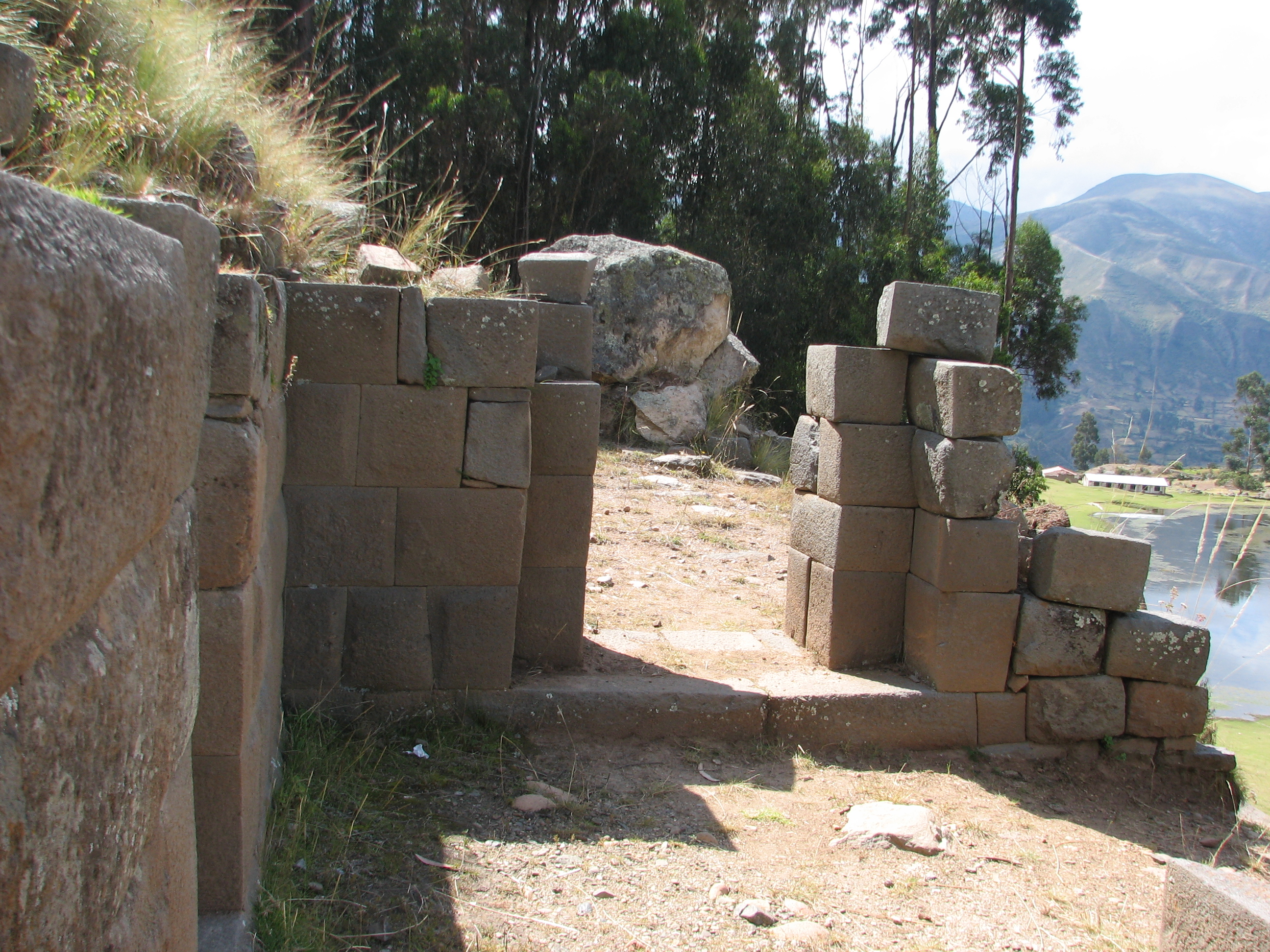
Archäologischer Fundplatz Intihuatana de Pomacochas

Der Distrikt Vischongo liegt in der Provinz Vilcas Huamán in der Region Ayacucho in Südzentral-Peru. Der Distrikt besitzt eine Fläche von 279 km². Beim Zensus 2017 wurden 4004 Einwohner gezählt. Im Jahr 1993 lag die Einwohnerzahl bei 3513, im Jahr 2007 bei 4418. Sitz der Distriktverwaltung ist die 3126 m hoch gelegene Ortschaft Vischongo mit 812 Einwohnern (Stand 2017). Vischongo liegt 8,5 km nordnordwestlich der Provinzhauptstadt Vilcas Huamán. Westlich von Vischongo befindet sich der archäologische Fundplatz Intihuatana de Pomacochas.

## Geographische Lage
Der Distrikt Vischongo liegt im Andenhochland im Nordwesten der Provinz Vilcas Huamán. Der Río Vischongo durchquert den Distrikt in südlicher Richtung, bildet anschließend die südöstliche Distriktgrenze und mündet schließlich im Süden des Distrikts in den nach Osten strömenden Río Pampas.
Der Distrikt Vischongo grenzt im Süden an den Distrikt Colca (Provinz Víctor Fajardo), im Westen an die Distrikte Cangallo (Provinz Cangallo) und Chiara (Provinz Huamanga), im Norden und im Nordosten an die Distrikte Acocro und Ocros (beide in der Provinz Huamanga) sowie im Osten an die Distrikte Concepción und Vilcas Huamán.

## Ortschaften
Neben dem Hauptort gibt es folgende größere Ortschaften im Distrikt:
- Añaycancha
- Ccachubamba
- Chiribamba
- Huayrapata
- Pallccachancha
- Paqcha
- Patahuasi
- Pomacocha Qollpacucho (959 Einwohner)
- Qocha
- San José de Pucaraccay
- Teccoybamba
- Umaro San Antonio